# 내 고향
내 고향은 북한에서 제작된 강홍식 감독의 1949년 영화이다. 북한 최초의 예술 영화로 간주된다. 이 영화는 1945년 일제강점기로부터의 한국 해방을 그리고 있다.
이 영화는 10 스탠더드 35mm 필름 흑백 릴로 촬영되었다. 101분 길이이다.

## 같이 보기
- 조선민주주의인민공화국의 영화 목록

## 참고 자료
- Ri, Ok Gyong (2012).  Hong Chan Su; Ri Un Gyong, 편집. 《Korean film: Feature Film, TV Drama, Documentary, Science Film, Children's Film /》 조선 영화: 예술, 텔레비죤극, 기록, 과학, 아동 (영어, 한국어). Translated by Ro Yong Chol, Jang Hyang Gi and Yang Sung Mi. Pyongyang: Korea Film Export & Import Corporation. OCLC 857899124.